# Caridemo
Caridemo del demo di Acarne (in greco antico: Χαρίδημος?, Charídēmos; inizio del IV secolo a.C. – 333 a.C.) è stato un mercenario ateniese.

## Biografia

### Nascita e prime esperienze militari
Caridemo era originario dell'Eubea: un'iscrizione greca informa che il padre si chiamava Filosseno e proveniva da Oreo, la stessa città di cui era originaria la madre.

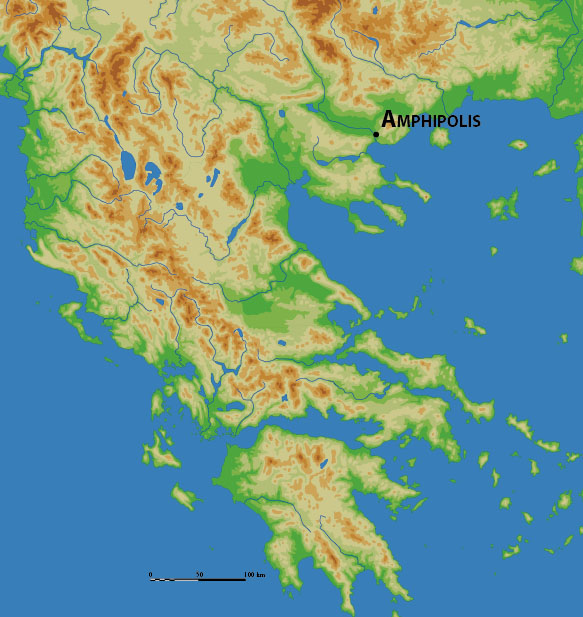
Posizione di Anfipoli, in Tracia.

Nacque probabilmente nel primo decennio del IV secolo a.C.; dopo aver compiuto azioni di pirateria verso gli alleati ateniesi, intorno al 367 a.C. Caridemo fu arruolato nell'esercito di Ificrate durante la guerra contro Anfipoli ma, quando circa 3 anni dopo il comandante fu sostituito da Timoteo, Caridemo consegnò agli anfipolitani gli ostaggi loro concittadini che Ificrate aveva preso da Arpalo e che invece avrebbe dovuto condurre ad Atene, impedendo agli ateniesi di conquistare Anfipoli. In seguito Timoteo gli propose di arruolarsi con i propri uomini nel suo esercito, ma Caridemo rifiutò e, salpando con alcune galee ateniesi, cercò riparo presso Coti I, re di Tracia e nemico di Atene. Dopo aver offerto il proprio servizio alla città di Olinto, che aveva il controllo di Anfipoli ed era quindi anch'essa nemica di Atene, fu catturato dalle navi ateniesi mentre era diretto ad Anfipoli per combattere in difesa della città; gli ateniesi decisero però di non punirlo, ma anzi di arruolarlo come ausiliario, avendo bisogno di soldati per la guerra contro la città tracia.

### Passaggio in Asia Minore e attività contro Atene
Ritiratosi da Anfipoli intorno al 362, passò in Asia Minore e si pose al servizio di Mentore e Memnone di Rodi, generi di Artabazo di Frigia, il quale era stato intanto catturato da Autofradate, satrapo di Lidia; nonostante gli accordi, Caridemo conquistò Scepsi, Cebrene e Ilio, che erano sotto il controllo di Artabazo. Quando fu liberato da Autofradate, Artabazo riuscì a raggiungere Caridemo e a cingerlo d'assedio in una di queste città: quest'ultimo, trovandosi presto con scarsi viveri, decise allora di chiedere aiuto agli ateniesi, ed inviò una lettera allo stratego Cefisodoto con la quale prometteva che se lo avessero salvato in Asia, li avrebbe in cambio aiutati a riconquistare il Chersoneso Tracico; per convincerli, aggiunse che aveva rifiutato di incontrare gli inviati di Alessandro di Fere, che volevano proporgli di aggregarsi nell'esercito di Alessandro, all'epoca uno dei principali nemici di Atene. Tuttavia l'intervento di Cefisodoto si rivelò superfluo, poiché Artabazo fu convinto ad abbandonare l'assedio dai suoi generi e Caridemo riuscì a salpare da Abido e a raggiungere Sesto, nel Chersoneso; qui entrò al servizio di Coti (intorno al 360/359 a.C., anno in cui Cefisodoto era stratego) e, alla sua morte, di uno dei suoi successori, Cersoblette, contrariamente a quanto aveva promesso nella lettera agli ateniesi, ed attaccò Critote ed Eleunte, due città del Chersoneso rimaste sotto il controllo ateniese.
Caridemo continuò a dimostrare ostilità verso Atene anche quando Cefisodoto arrivò a Perinto, nel Chersoneso, credendo che Caridemo fosse ancora in difficoltà in Asia Minore: attaccò infatti le navi ateniesi, uccise alcuni marinai e ne inseguì alcuni fino in mare; quando poi Cefisodoto si spostò ad Alopeconneso, un'altra città ateniese del Chersoneso, Caridemo lo inseguì e lo attaccò, finché non lo convinse a firmare un accordo. Questo accordo fu però ritenuto troppo dannoso dagli ateniesi, che per punizione destituirono Cefisodoto dal comando, lo multarono di cinque talenti e solo per pochi voti non lo condannarono a morte. Caridemo stipulò successivi trattati con Cabria, che fu costretto a firmare un accordo molto negativo per Atene, e con Carete, che invece firmò un trattato più equilibrato dei due precedenti. Nei vari trattati, riservò sempre al suo controllo la città di Cardia, che era in una posizione tale da permettere di controllare il Chersoneso e raggiungerlo rapidamente con un esercito, se necessario.

### Cittadinanza ateniese e spedizioni in Tracia

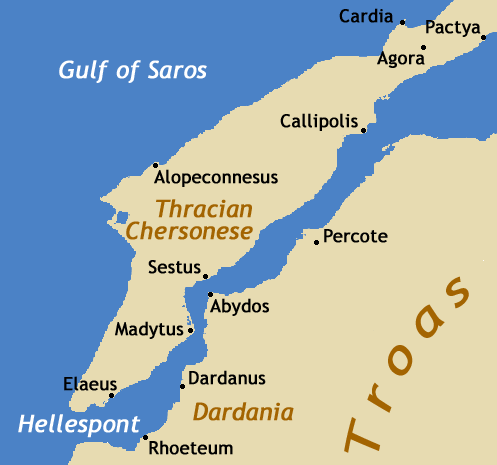
Mappa del Chersoneso Tracico, teatro di varie attività di Caridemo.

Nel 357 a.C. ottenne la cittadinanza ateniese e fu insignito della corona, e allo stesso periodo risale l'iscrizione nel demo di Acarne. I possibili motivi dell'assegnazione della cittadinanza furono due: o si trattò di un riconoscimento a seguito della cessione ad Atene da parte di Cersoblette del Chersoneso Tracico oppure, meno probabilmente, fu un segno di riconoscenza per il servizio prestato sotto Timoteo nella guerra contro Anfipoli. Verso la fine del 352 a.C. ad Atene giunse la notizia che Filippo II stava assediando Heraion Teichos (presso Perinto), alleata di Atene, durante una campagna che stava conducendo in Tracia contro Cersobelette insieme alle città di Bisanzio, Perinto e col supporto di Amadoco II; gli ateniesi decisero di inviare una spedizione di 40 triremi contro Filippo ma solo nel successivo mese di boedromione (circa settembre 351) la spedizione fu effettivamente approntata ed affidata alla guida di Caridemo: composta di 10 navi "vuote", invece delle 40 triremi inizialmente previste, presto fu abbandonata non appena si diffuse la voce che Filippo si era ammalato o che era morto; più probabilmente, però, ciò avvenne perché gli ateniesi non pensavano di poter fronteggiare le forze alleate di Filippo, per di più in un territorio piuttosto lontano.
Nello stesso periodo, un certo Aristocrate propose ad Atene una legge a tutela di Caridemo: se fosse stato ucciso all'estero, in territorio controllato da Atene o ad essa alleato, il suo assassino sarebbe stato punito in città (questa fa supporre che in quel periodo Caridemo fosse effettivamente all'estero); contro questa proposta si schierò Demostene pronunciando l'orazione Contro Aristocrate (352/351 a.C.), nella quale ripercorse l'attività di Caridemo e dimostrò la mancanza di validi motivi a supporto di questa legge.
Tra il 351 ed il 350 fu eletto stratego di Atene su proposta di Cersoblette, di cui era diventato cognato avendone sposato la sorella; tra il 349 ed il 348 fu inviato in aiuto di Olinto con 18 triremi, 4.000 peltasti e 150 cavalieri; si trattava della seconda spedizione ateniese in soccorso di Olinto, che si trovava assediata da Filippo e che tuttavia intorno al 347 fu conquistata dai Macedoni.
Nel 340 a.C. Caridemo fece parte di una spedizione con Carete e Focione in qualità di stratego presso Oronte di Misia per l'acquisto di grano; anche se non è certo, è molto probabile che negli anni successivi rimase una figura di rilievo ad Atene.

### Esilio da Atene
Nel 335 a.C., a seguito della presa di Tebe, Alessandro Magno ordinò l'esilio di Caridemo da Atene. Lasciata la Grecia, Caridemo si rifugiò presso Dario III in Persia, dove i militari greci di professione erano particolarmente apprezzati. Durante l'invasione dell'impero persiano ad opera dei Macedoni, Caridemo sostenne che il sovrano persiano dovesse rimanere al sicuro in Persia, ad occuparsi della gestione dell'impero, e di affidare ad un generale professionista il comando di un esercito di 100.000 uomini, dei quali un terzo mercenari greci, assicurando che in tal modo l'invasione sarebbe stata respinta. Il consiglio di Caridemo era saggio, ma poiché alcuni consiglieri ventilarono l'ipotesi che fosse proprio il Greco a voler assumere il comando dell'esercito, per stipulare una pace separata con i Macedoni, questi finì coll'essere accusato di tradimento e nel 333 a.C. fu ucciso per ordine di Dario. Secondo altre fonti, Caridemo fu invece ucciso per aver espresso un'opinione troppo libera e non adulatoria dell'esercito del Gran re, a differenza di quanto usavano fare i protetti di Dario; in quest'occasione preannunciò al sovrano la fine imminente del suo impero, predizione che di lì a poco sarebbe divenuta realtà.
Ebbe tre figli dalla sorella di Cersoblette: Eurimedonte, Filaco e Troilo, ricordati da un'iscrizione greca.

## Caridemo nella letteratura storica

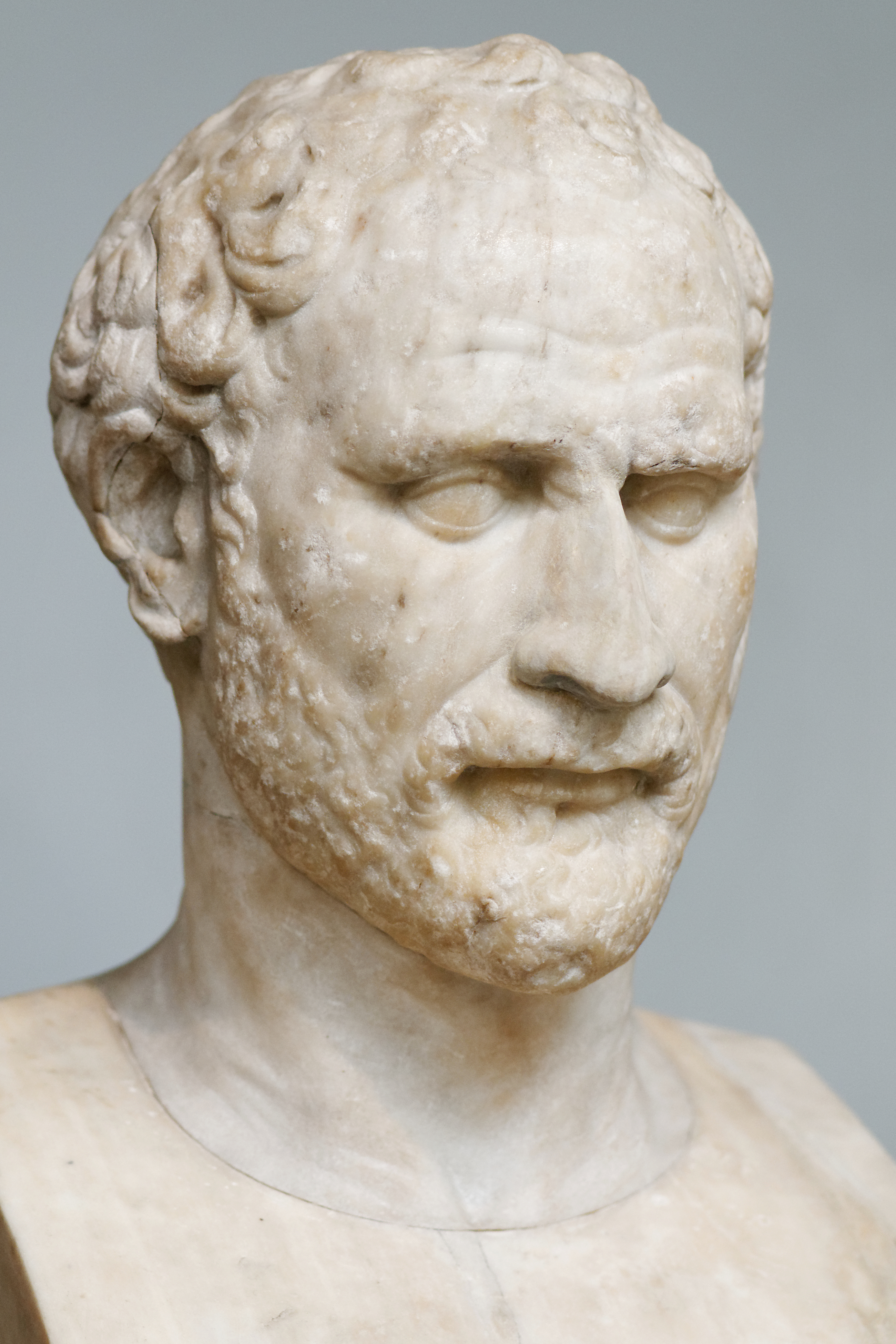
Busto di Demostene, l'oratore che nell'orazione Contro Aristocrate avversò la legge che avrebbe consentito di punire chi avesse ucciso Caridemo anche fuori dalla città di Atene.

Vari storici antichi si sono occupati delle attività militari di Caridemo. La fonte principale è l'orazione Contro Aristocrate di Demostene, che ricorda molti episodi della sua carriera dagli esordi fino all'anno in cui fu composta (molto probabilmente il 352 a.C.), mettendo in luce soprattutto il suo opportunismo e la sua ostilità nei confronti di Atene. Fozio informa che Demostene compose un'altra orazione contro Caridemo, Per Satiro, che però è andata perduta e di cui non sono rimaste altre notizie. Giudizi negativi su Caridemo furono espressi anche da altri storici, in particolare da Teopompo e da Eliano, per i quali era un beone che amava la vita dissoluta.
Nell'Oeconomia dello Pseudo-Aristotele sono raccontati due episodi che mettono in luce il suo opportunismo. Mentre si trovava in Asia Minore e stava per essere attaccato da Artabazo, scarseggiando il denaro per pagare i suoi soldati, ordinò agli abitanti di una delle città più ricche in suo controllo di trasportare i propri beni presso una fortezza dove sarebbero stati più sicuri e per convincerli organizzò un servizio di scorta e lui per primo diede l'esempio; tuttavia quando gli abitanti si misero in viaggio e furono abbastanza lontani dalla città, Caridemo li obbligò a fermarsi, requisì il denaro che gli serviva ed ordinò loro di tornare in città. In un'altra occasione, emanò un proclama che impediva agli abitanti delle città che controllava di tenere armi in casa; poiché inizialmente questa norma non era fatta rispettare, le persone non se ne preoccuparono e non si disfecero delle armi che possedevano, ma quando Caridemo all'improvviso ordinò controlli casa per casa, tutti coloro che ne furono trovati in possesso furono multati.
Enea Tattico ricorda l'astuzia con cui riuscì a conquistare Ilio: venuto a conoscenza che uno schiavo del comandante della città spesso di notte usciva a cavallo dalla città per catturare prigionieri e fare bottino, si accordò con lui affinché una notte uscisse fingendo di voler agire secondo la sua usanza; mentre era all'esterno, Caridemo gli diede 30 dei suoi soldati, travestiti da prigionieri ma armati, ed un cavallo, che lo schiavo portò in città: per far entrare il cavallo la porta della città fu aperta completamente e, appena dentro le mura, i soldati travestiti uccisero le guardie e con l'aiuto degli altri soldati che nel frattempo erano entrati riuscirono a prendere la città. Atenodoro di Imbro, alleato di Ilio, accorse in aiuto non appena seppe della sua caduta e, nonostante i gruppi di soldati che Caridemo aveva disposto lungo le strade temendo proprio che arrivassero degli alleati di Ilio, riuscì a giungere in città; qui i suoi soldati si mescolarono con gli occupanti, ma furono traditi da un dettaglio: mentre i soldati di Caridemo portavano come contrassegno Dioscuri, quelli di Atenodoro portavano Tindaridi e furono così riconosciuti ed uccisi.

### Fonti primarie
- Demostene, Contro Aristocrate.
- Demostene, Terza Olintiaca.
- Dionigi di Alicarnasso, I lettera ad Ammone.
- Arriano, Anabasi di Alessandro.
- Plutarco, Vita di Demostene.
- Plutarco, Vita di Focione.
- Plutarco, Vita di Sertorio.
- Dinarco, Contro Demostene.

- Diodoro Siculo, Biblioteca storica.
- Quinto Curzio Rufo, Storie di Alessandro Magno.
- Fozio di Costantinopoli, Biblioteca.
- Pseudo-Aristotele, Oeconomica.
- Enea Tattico, Poliorketika.
- Polieno, Stratagemmi.
- Claudio Eliano, Varia historia, 1533.
- AA.VV., Suida.

### Fonti moderne
- (DE) Johannes Kirchner, Charidemos (5), in Realencyclopädie der classischen Altertumswissenschaft, III,2, J.B. Metzler,  coll. 2135-2138.
- (GRC, LA)   Wilhelm Dittenberger, Sylloge Inscriptionum Graecarum, 3ª ed., Lipsia, S. Hirzel, 1915.
- (LA) Johannes Kirchner, Prosopographia attica, vol. 2, Berlino, G. Reimer, 1903.
- (GRC, LA)   Karl Müller e Theodor Müller, Fragmenta historicorum greacorum, vol. 1, Parigi, Firmin Didot, 1841.
- (EN) Waldemar Heckel, Who's Who in the Age of Alexander the Great: Prosopography of Alexander's Empire, John Wiley & Sons, 2008, ISBN 9781405154697.

#### Articoli accademici
- (EN) Douglas Kelly, Charidemos's citizenship: the problem of IG² II 207 (PDF), in Zeitschrift für Papyrologie und Epigraphik, vol. 83, 1990,  pp. 96-109.
- (EN) J.R. Ellis, Philip's Thracian Campaign of 352-351, in Classical Philology, vol. 72, n. 1, 1977,  pp. 32-39.
- (EN) G.L. Cawkwell, The Defence of Olynthus, in Classical Quarterly, vol. 12, n. 1, 1962,  pp. 122-140.
- (EN) John M. Carter, Athens, Euboea, and Olynthus, in Historia: Zeitschrift für Alte Geschichte, vol. 20, n. 4, 1971,  pp. 418-429.
- Elisabetta Bianco, "Caridemo: storia di un freelance", «Erga-Logoi», II, 2014-2, 7-29